# 맥북
맥북(영어: MacBook)은 현존하는 유일한 유닉스 노트북 컴퓨터로서 미국 애플의 노트북 컴퓨터 브랜드및 시리즈이다. 최초의 유닉스 운영체제 Bell Labs Unix의 소스코드를 잇는 유닉스 macOS를 운영체제로 한다. 맥북은 아이북 G4와 12인치 파워북 G4를 대체하는 모델이 되었으며, 맥북 프로를 이어서 파워피씨 프로세서에서 인텔 프로세서, 다음으로 M1 프로세서로 전환하였다. 맥북은 맥 라인업에 포함되며, 교육시장과 소비자시장을 공략한 제품이다. 맥북은 두 개의 디자인이 있는데, 아이북 G4같은 하얀 반투명 폴리카보네이트를 사용한 디자인, 유니바디를 적용한 알루미늄 디자인이 있다. 2015년에 새로운 맥북 레티나가 출시되었다.

## 트랙패드
맥북의 장점은 트랙패드이다. 특히 맥북의 트랙패드는 멀티터치를 지원하는 트랙패드이다. 맥북을 구입하면 정말 마우스가 필요 없을 정도로 트랙패드는 편하다. 그래서 트랙패드는 아이맥 등의 애플 데스크탑 컴퓨터에서 사용할 수 있는 매직 트랙패드 등의 제품이 출시되었다.

## 기술 사양
- 중앙처리장치(CPU): 2.4 GHz 코어 2 듀오 프로세서
- 하드 디스크: 250GB 5400 RPM
- ODD: 8배속 더블레이어 슈퍼드라이브 (DVD±RW, CD-RW)

모든 맥북에는 아이사이트(iSight), 미니디스플레이포트(Mini DisplayPort), 맥세이프(MagSafe) 전원 연결 장치, 업그레이드가 가능한 2 GB (2x1, 800 MHz DDR2 SDRAM, 4GB로 업그레이드 가능), 2 GB (2x1024, 667 MHz DDR2SDRAM, 4GB로 업그레이드 가능) RAM이 탑재되어 있고, 내장형 10/100/1000 BASE-T 기가비트 이더넷, 에어포트 익스트림, 블루투스, 서든 모션 센서, 두 손가락 스크롤 트랙 패드(MC207부터는 네 손가락 트랙패드가 장착되었다), 애플 리모트가 들어있다.
최신형 맥북에서는 구형 맥북에서 사용했던 엔비디아 지포스 9400M 그래픽 프로세서(256MB DDR2 SDRAM을 공유)가 아닌 엔비디아 지포스 320M 그래픽 프로세서(256MB DDR2 SDRAM)를 장착하였다. (맥북은 이전의 아이북보다 79% 밝고, 30% 넓은 시야각을 가진 13.3인치 디스플레이(1280x800)를 채택했다. 제품의 무게는 2.27 kg이다.
맥북의 기본 운영 체제는 OS X이며, 번들 소프트웨어로는 아이라이프, 프론트 로, 포토 부스 등이 있다.

### 자세한 사양
| 부품                                        | 맥북 (2006년 초) | 맥북 (2006년 말) | 맥북 (2007년 중순) | 맥북 (2007년 말)                                                                              | 맥북 (2008년 초)                                                                              |
| 디스플레이                                  | 13.3 인치 광택 와이드스크린 (1280 x 800 화소 해상도)                                                                           | 13.3 인치 광택 와이드스크린 (1280 x 800 화소 해상도)                                                                           | 13.3 인치 광택 와이드스크린 (1280 x 800 화소 해상도)                                                                           | 13.3 인치 광택 와이드스크린 (1280 x 800 화소 해상도)                                          |                                                                                               |
| 그래픽                                      | 인텔 GMA 950 그래픽 프소세서 - 메인 메모리에서 64 메가바이트 DDR SDRAM 공유 (부트 캠프를 통한 윈도우에서 최대 224 메가바이트). | 인텔 GMA 950 그래픽 프소세서 - 메인 메모리에서 64 메가바이트 DDR SDRAM 공유 (부트 캠프를 통한 윈도우에서 최대 224 메가바이트). | 인텔 GMA 950 그래픽 프소세서 - 메인 메모리에서 64 메가바이트 DDR SDRAM 공유 (부트 캠프를 통한 윈도우에서 최대 224 메가바이트). | 인텔 GMA X3100 그래픽 프로세서 - 144 메가바이트 DDR2 SDRAM 공유                               | 인텔 GMA X3100 그래픽 프로세서 - 144 메가바이트 DDR2 SDRAM 공유                               |
| 하드 드라이브 시리얼 ATA 5400 rpm1          | 60 기가바이트, 80 기가바이트, 100 기가바이트 or 120 기가바이트                                                                 | 60 기가바이트, 80 기가바이트, 120 기가바이트 or 160 기가바이트 (옵션) 200 기가바이트, 4200 rpm.                                | 80 기가바이트, 120 기가바이트 or 160 기가바이트 (옵션) 200 기가바이트, 4200 rpm.                                               | 80 기가바이트, 120 기가바이트 or 160 기가바이트 (옵션) 250 기가바이트, 5400 rpm.              | 120 기가바이트, 160 기가바이트 또는 250 기가바이트                                            |
| 프로세서                                    | 1.83 GHz 및 2.0 GHz 인텔 코어 듀오 (T2400 / T2500)                                                                             | 1.83 GHz 및 2.0 GHz 인텔 코어 2 듀오 (T5600 / T7200)                                                                           | 2.0 GHz 및 2.16 GHz 인텔 Core 2 듀오 (T7200 / T7400)                                                                           | 2.0 GHz 및 2.2 GHz 인텔 코어 2 듀오 (T7300 / T7500)                                           | 2.1 GHz 및 2.4 GHz 인텔 코어 2 듀오 (T8100 / T8300)                                           |
| 메모리 DDR2 SDRAM용 두 개의 슬롯 (PC2-5300) | 512 MB (2x256) 확장 가능 : 최대 2 기가바이트                                                                                   | 512 MB (2x256): 기본 모델에서 1 기가바이트 (2x512) : 업그레이드 모델용 확장 가능 : 최대 3 기가바이트                           | 1 기가바이트 (2x512) 확장 가능 : 최대 3 기가바이트                                                                             | 1 기가바이트 (2x512) 확장 가능 : 최대 4 기가바이트                                            | 2 기가바이트 (2x1024) 확장 가능 : 최대 4 기가바이트                                           |
| 에어포트 익스트림                           | 통합 802.11a/b/g | 통합 802.11a/b/g 그리고 draft-n (기본적으로 n은 꺼짐)2                                                                         | 통합 802.11a/b/g, draft-n (n 사용)                                                                                             | 통합 802.11a/b/g, draft-n (n 사용)                                                            | 통합 802.11a/b/g, draft-n (n 사용)                                                            |
| 콤보 드라이브3 기본 모델에서만              | 8 배속 DVD 읽기, 24 배속 CD-R 및 10 배속 CD-RW 기록                                                                            | 8 배속 DVD 읽기, 24 배속 CD-R 및 16 배속 CD-RW 기록                                                                            | 8 배속 DVD 읽기, 24 배속 CD-R 및 16 배속 CD-RW 기록                                                                            | 8 배속 DVD 읽기, 24 배속 CD-R 및 16 배속 CD-RW 기록                                           | 8 배속 DVD 읽기, 24 배속 CD-R 및 16 배속 CD-RW 기록                                           |
| 내부 슬롯 장착 슈퍼드라이브3                | 8 배속 듀얼 레이어 디스크 읽기. 4 배속 DVD±R & RW 기록. 24 배속 CD-R, 10 배속 CD-RW 기록                                       | 2.4 배속 DVD+R DL 쓰기, 6x DVD±R 읽기, 4 배속 DVD±RW 쓰기, 24 배속 CD-R, 10 배속 CD-RW 기록                                    | 4 배속 DVD+R DL 쓰기, 8 배속 DVD±R 읽기, 4 배속 DVD±RW 쓰기, 24 배속 CD-R, 10 배속 CD-RW 기록                                  | 4 배속 DVD+R DL 쓰기, 8 배속 DVD±R 읽기, 4 배속 DVD±RW 쓰기, 24 배속 CD-R, 10 배속 CD-RW 기록 | 4 배속 DVD+R DL 쓰기, 8 배속 DVD±R 읽기, 4 배속 DVD±RW 쓰기, 24 배속 CD-R, 10 배속 CD-RW 기록 |
| 무게                                        | 5.2 파운드 / 2.36 킬로그램 | 5.2 파운드 / 2.36 킬로그램 | 5.2 파운드 / 2.36 킬로그램 | 5.0 파운드 / 2.27 킬로그램                                                                    | 5.0 파운드 / 2.27 킬로그램                                                                    |

## 디자인

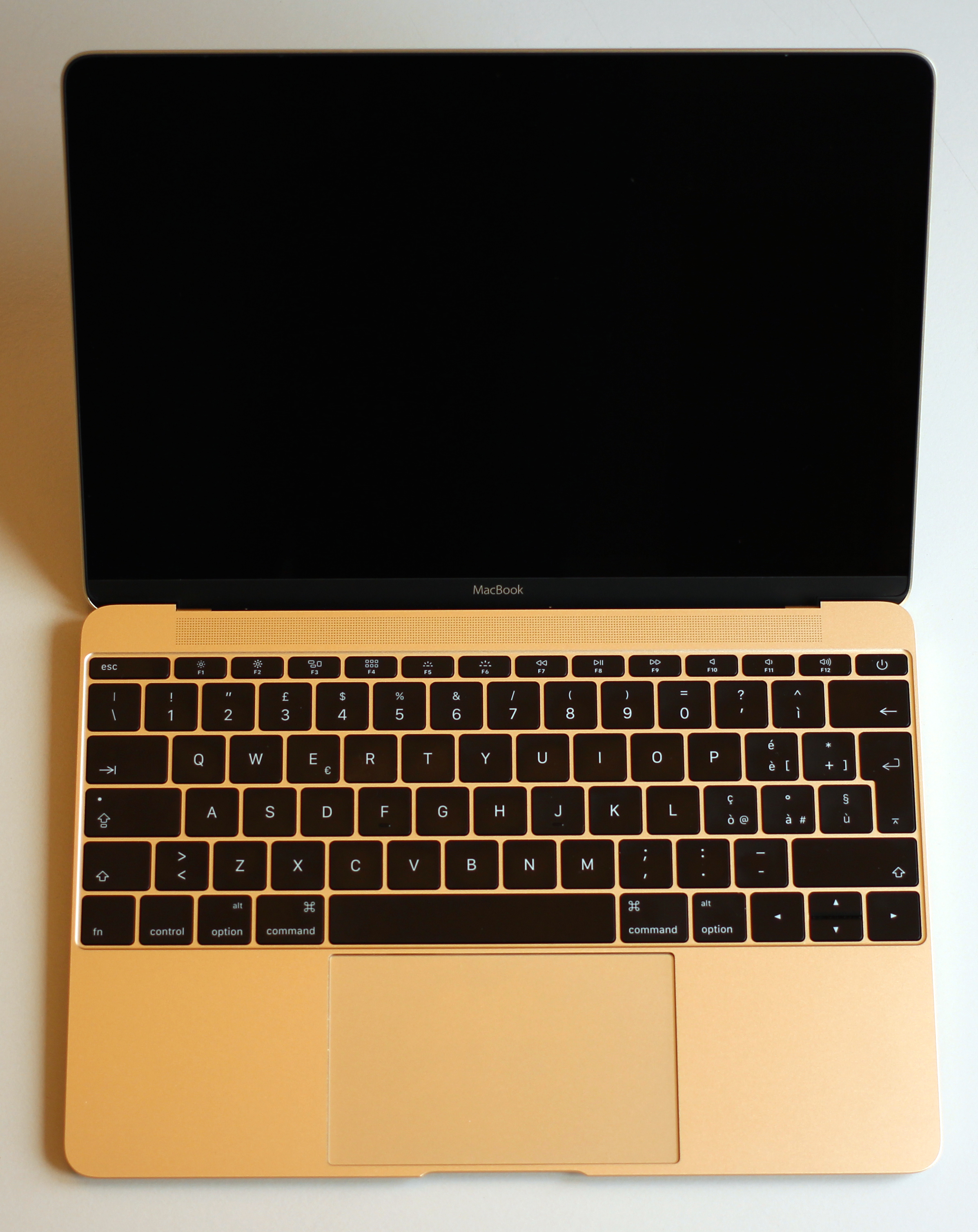
맥북 레티나 버전

애플 맥북의 디자인은 애플 아이북 G4의 디자인에 기반을 두고 있다. 애플은 기존의 하얀색 케이스 외에도 검은색 케이스 제품을 선보였다. 두 케이스는 폴리카보네이트와 열가소성 합성수지로 만들어졌으며, 이것들은 애플 제품에서 많이 쓰이고 있는 재료이다.
다만 검은색 맥북이 흰색보다 20만원 비싸다. 가격차이의 원인에 대해서는 정확히 알려진 바가 없다. 기본 사양의 경우 하드 디스크 용량 차이가 있지만 2007년 8월 현재 60GB와 80GB와의 가격 차이가 1만원 안쪽임을 감안하면 큰 의미는 없다. (참고로 미국 애플 스토어에서 BTO로 80GB를 장착한 흰색을 주문할 경우 가격 차이는 U$150이다.)
일부 애플 애호가들은 검은색 맥북이 델이나 HP와 같은 제조사에서 만들어진 PC 제품과 같이 생겼다고 주장해서 논란이 있기도 했다. 그러나 파워북 G3와 같은 노트북들도 검은 케이스로 나왔었기 때문에 그렇게 유별난 디자인이라고 할 수는 없다.
맥북은 애플에서는 처음으로 글로시 디스플레이를 사용한 제품이다. 글로시 디스플레이를 사용한 제품들의 경우 보통 색의 채도가 높아지게 된다. 이 디스플레이에 대해 "좋아졌다"고 하는 사람이 있는가 하면, "너무 반사가 심하다"고 불평하는 사람도 있다. 이 디스플레이는 화면을 직접 관객들에게 보여 주지 않고 개인적으로 사용할 때는 불편했던 종전의 매트 디스플레이(Matte Displays)보다 시야각이 더 좁다. 그래서 뜻하지 않게 화면이 보일 가능성이 있는 공공 장소에서 쓰기에 편하다. 애플의 새로운 글로시 디스플레이로의 시도는 소니나 XBRITE와 같은 PC 제조업체와 비슷한 것으로 보인다.
맥북에는 새로운 키보드 디자인도 적용되었다. 아이북의 키보드처럼 따로 떼어낼 순 없지만, 각각의 키가 5 밀리미터 정도의 공간을 두고 케이스 안에 통합되어 있다. 이는 튼튼한 키보드 같은 느낌을 받게 하면서, 노트북을 닫을 때 발생하는 키보드로 인한 화면 흠집을 피하기 위함이다.
키보드 키와 글자 색은 흰색 제품에는 흰색과 회색, 검은색 제품에는 검은색과 흰색을 사용했다.
2015년에 출시한 맥북은 12인치로, 실버, 스페이스 그레이, 골드가 나왔다. 이 맥북은 맥북에어보다 얇다. 또한, 기존에 맥 라인업에서 사용하던 USB 3.0 단자를 모두 제거하고 USB-C 타입만을 적용했다. 일부 사용자들은 USB-C에 대해 불편함을 토로했다. 2015년 맥북에는 USB-C 타입 단자가 한개밖에 달려있지 않아 충전과 동시에 외부 장치를 연결할 수 없다. 애플은 현재 USB-C를 다른 포트로 바꿔주는 젠더를 팔고 있다.

## 내장 그래픽
마지막으로 출시되었던 맥북은 엔비디아의 GeForce 320M을 쓰고있다. 이것은 기존의 9400M다 5배 더 빠르다고 애플은 주장한다.
MC207 이전 버전의 맥북에는 내장형 그래픽 칩셋을 사용하고 있다. 맥북은 애플의 전문가용 노트북과 이전 아이북에서 쓰이던 ATI Radeon 시리즈 그래픽 카드 대신 인텔 GMA 950을 사용하고 있다.
인텔의 내장 그래픽 칩셋은 3D 게임과 같은 GPU를 많이 사용하는 프로그램은 실행할 수 없어 예전부터 많은 비판을 받아왔다.
애플이 독립된 GPU인 ATI나 엔비디아의 제품보다 싼 인텔의 GMA950을 쓴 것은 값이 싸다는 이유가 있는 것 같다. GMA950의 VRAM이 하드웨어 이동 및 라이트닝, 그리고 픽셀과 셰이더 등에 목적을 두지 않고 비디오 재생에 최대한 활용하고 ATI나 엔비디아 칩셋보다 더 적은 전력을 소비함으로써 팬이 필요하지 않을 만큼 열을 적게 발생한다.
이전 맥북은 일반 소비자를 위해 만들어진 데스크톱 맥 미니 이후 두 번째로 내장 그래픽이 사용된 매킨토시이다.
흰색 모델의 경우 팜레스트 변색 문제가 있었으나 2006년 28주차부터 수정되었고 이전 생산분은 변색되었을 때 해당 부품을 교체해 주고 있다.
맥북 화이트 유니바디 모델의 메모리는 공식적으로는 4기가까지 확장할 수 있으나, 실제로는 메인보드가 8기가까지 지원한다.
확장에는 삼성 노트북용 PC2-8500 4G 두개를 장착하는 것이 아무 문제없이 안정적이라고 알려져있으며
10600(1333 MHz) 4G는 기기에 따라서 인식하지 못하는 경우도 있다고 하며 인식해도 8500의 스펙대로 작동한다.

## 같이 보기
- 애플
- 맥북 레티나
- 맥북 프로
- 맥북 에어
- 매킨토시
- 사파리 (웹 브라우저)
- OS X
- 맥 OS